# Attikí (Athènes)
Attikí, en grec moderne : Αττική, signifiant en français : Attique, ou la place Attikí (Πλατεία Αττικής / Platía Attikís), est un quartier d' Athènes  en Grèce. Il s'étend autour de la place du même nom. Attikí est la zone la plus large de la place du même nom et couvre principalement la droite et la gauche de la rue Liosía. Elle est adjacente à la gare d'Athènes et aux quartiers de Colone, de Sepólia, d'Ágios Nikólaos, d'Agíou Meletíou, d'Ágios Pandeleímonas, de la place Victoría, de la colline Skouzé et de Thymarákia.
Attikí est une zone densément peuplée avec très peu d'espaces ouverts, à l'exception de la place. Le quartier est fortement construit, principalement dans les années 1960 et 1970. Le quartier prend son nom de la célèbre place Attikí qui elle-même est baptisée en référence à une ancienne gare du chemin de fer Attikí (el) qui se trouvait à l'emplacement de l'actuelle station de métro Attikí.